# Аптека (гурт)

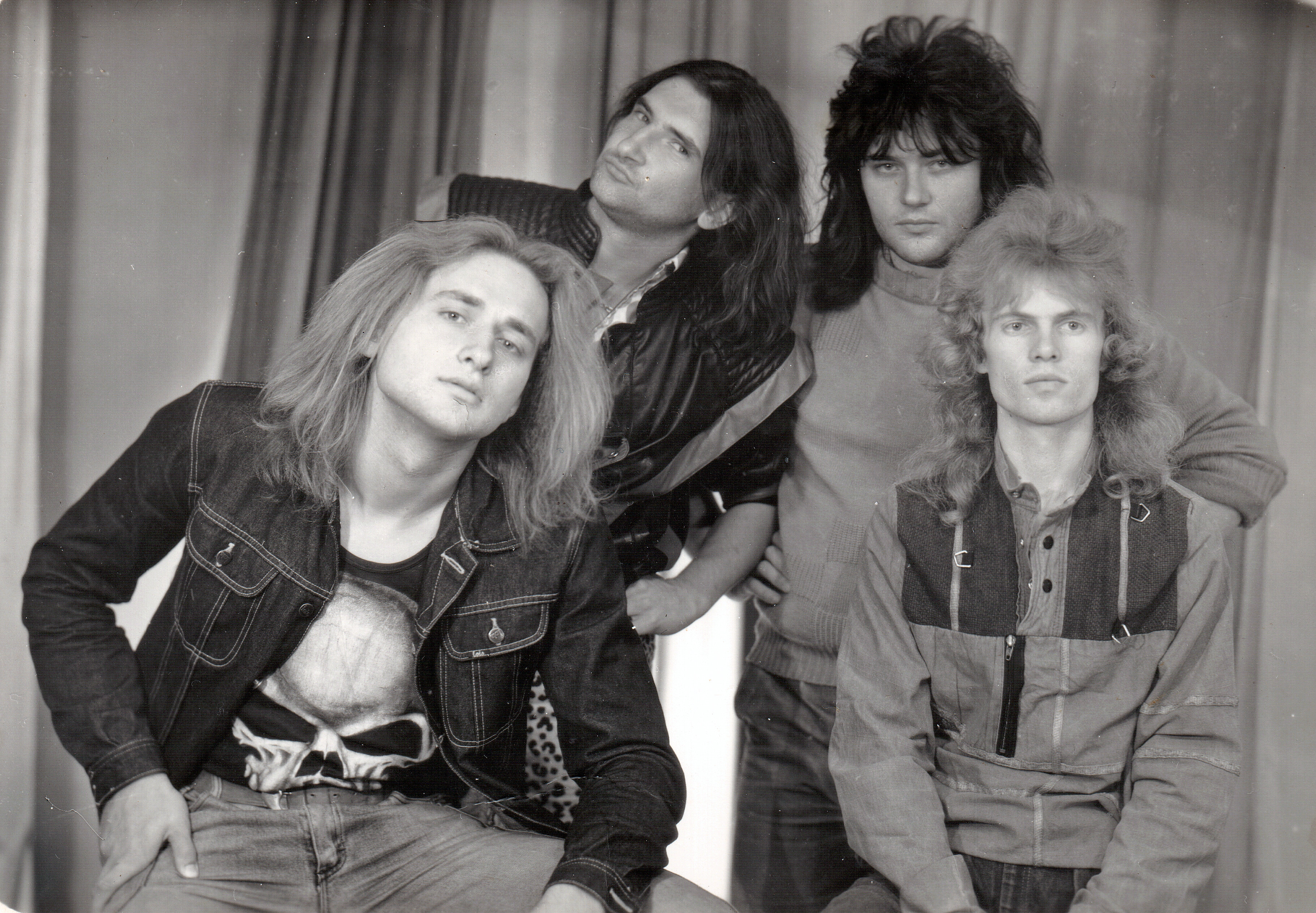

Аптека — львівська рок-група, заснована в 1986 році, створила першу україномовну програму в стилі рок музики, учасниця першого фестивалю «Червона Рута» в Чернівцях 1989 року. Гурт виконував пісні в стилі Hard'n'Heavy.

## Історія створення
Група створена на початку 1986 року в Брюховичах — північно-західній частині Львова.
Перший склад групи: Петро Ястремський (гітара, вокал), Орест Тучковський (бас-гітара, вокал), Володимир Крук (барабани).
Хлопці й раніше грали разом в різних комерційних проектах (танці, весілля, бенкети тощо). Виконували кавери світових виконавців а також аранжування народних пісень. Поштовхом до створення групи стало знайомство із львівським поетом, інженером за фахом, Іваном Задорожним. Його вірші легко накладалися на музику і мали неабиякий відтінок молодіжності та протестності, — що є характерним для рок-пісень.
Перші репетиції групи розпочалися в будинку культури, в Брюховичах. Музику писали Петро Ястремський та Орест Тучковський, долучався до цього процесу й Іван Задорожний.
Труднощі з якими зіштовхувались молоді музиканти були звичними для тих часів: дефіцит хороших інструментів та якісної апаратури а також повна відсутність продюсерства та менеджменту. Обов'язки менеджера взяв на себе Іван Задорожний. Він домовлявся про виступи та участь у фестивалях, представляв групу у львівському рок клубі.
Згодом почалися перші концерти. Молодіжна авдиторія радо сприйняла появу нової рок-групи що виконувала всі свої пісні рідною мовою. На концертах Аптеки були аншлаги, молодь приходила з усього міста, переповнюючи собою зали.

## Діяльність групи
Група брала участь у діяльності львівського рок-клубу 1986—1989 р.р., виступала на концертах разом з іншими групами клубу.
Зокрема весною 1987 р. відбувся спільний концерт з групою 999.
Музиканти розширювали свій репертуар, вдосконалювали майстерність, шукали свій стиль в рок-музиці.
Літом 1987 р. Аптека записує магнітоальбом, — першу в Україні україномовну програму в стилі рок музики («Hard'n'Heavy»).
Назви пісень, що увійшли в альбом: Невимовлене слово, Я металіст, Знаєш той край, Біжить і доганяє час, Каркає крук, Тролейбус № 9, Подарунок, Розмова в поїзді, Метелик, Знов у повітрі дим.
В наступному році група бере участь у фестивалі «Рок-культура 1988» в Луцьку, — де, за словами організаторів, у номінації рок-музика домінували фаворити львівського Рок клубу — групи Аптека та Діти Важкого Року. Разом із дипломом лауреата група одержала запрошення на запис в професійній рекординговій студії.
Цього ж року Володимир Крук покидає групу, на його місце запрошено Олега Калитовського «Калича» з групи Діти Важкого Року (осінь 1988 р.)
Весною 1989 р. у Львові відбуваються спільні концерти з рівненською групою Незаймана Земля («НЗ»)
Паралельно гурт шукає вокаліста. Були спроби співпраці з Ігорем Цимбровським та Тарасом Чубаєм.
Зрештою в групу в якості вокаліста був запрошений Олег Шевченко («Білий»).
Літом цього ж року Аптека перемагає на відбірковому фестивалі «Червона Рута» у Львові.
Тоді ж група на рекординговій студії «Лева» записує два сингли: «Невимовлене слово» та «Я металіст»
Прем'єра пісні «Я металіст» відбулась на львівському радіо в програмі «Музична толока»
Також на Львівському телебаченні було знято відеокліп на пісню «Я металіст», прем'єра якого відбулась на початку вересня 1989 р.
Цього ж літа в Дрогобичі відбувався регіональний фестиваль рок-груп де Аптека стала лауреатом (І місце).
Гурт Аптека, як один з переможців відбіркового туру у Львові, взяв участь у фестивалі «Червона Рута» в Чернівцях, у вересні 1989 р.
В листопаді 1989 р. відбувся великий гала-концерт з переможцями «Червоної Рути» на велотреку СКА у Львові.
1990 р. Рок-група Аптека припиняє свою активну діяльність.